# 伊予國分寺
伊予國分寺（いよこくぶんじ）是位在日本愛媛縣今治市的真言律宗寺院。山號「金光山」（こんごうざん）。本尊藥師瑠璃光如來（藥師如來）、開基（創立者）為行基。四國八十八箇所靈場之第五十九番札所。

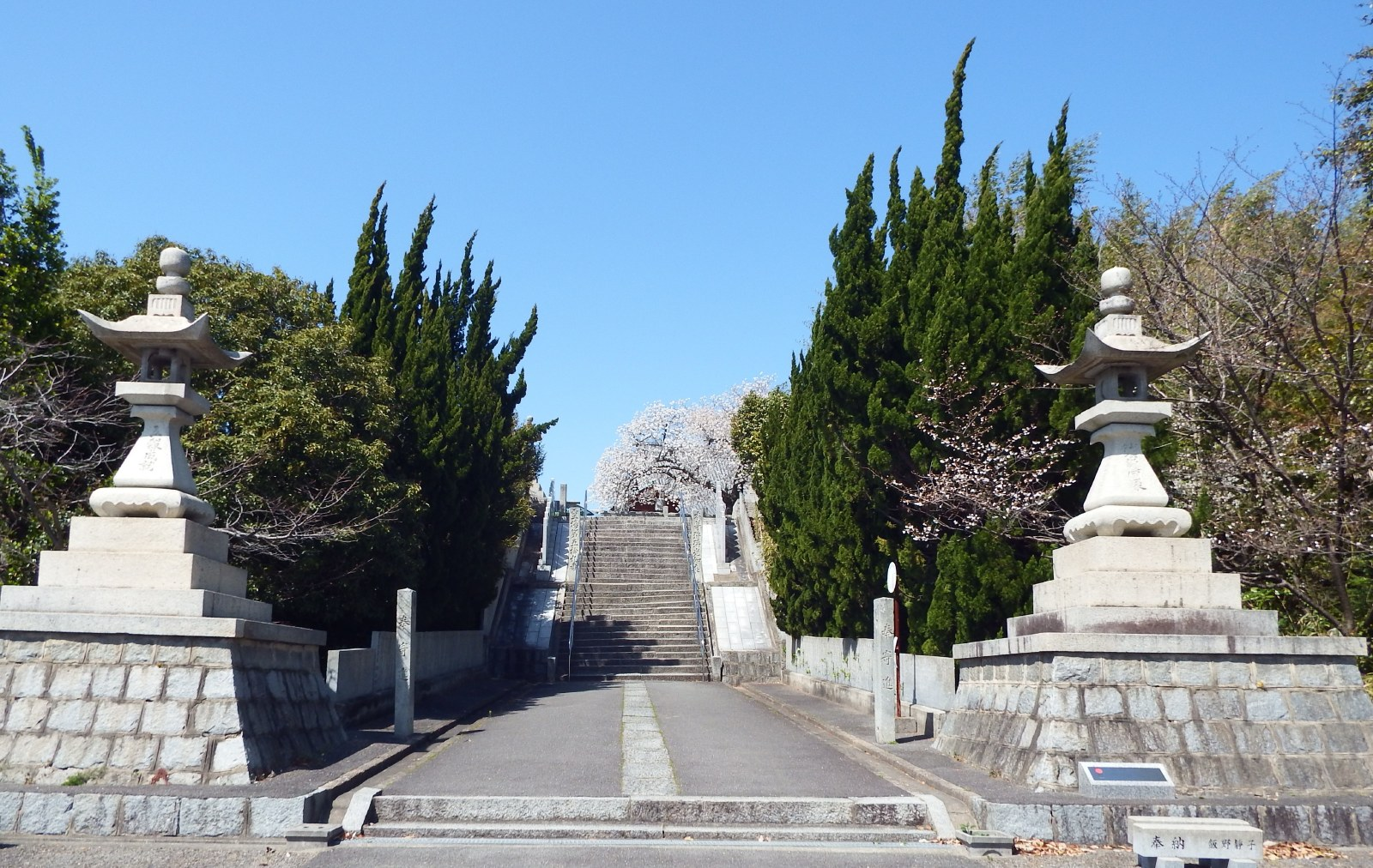
入口

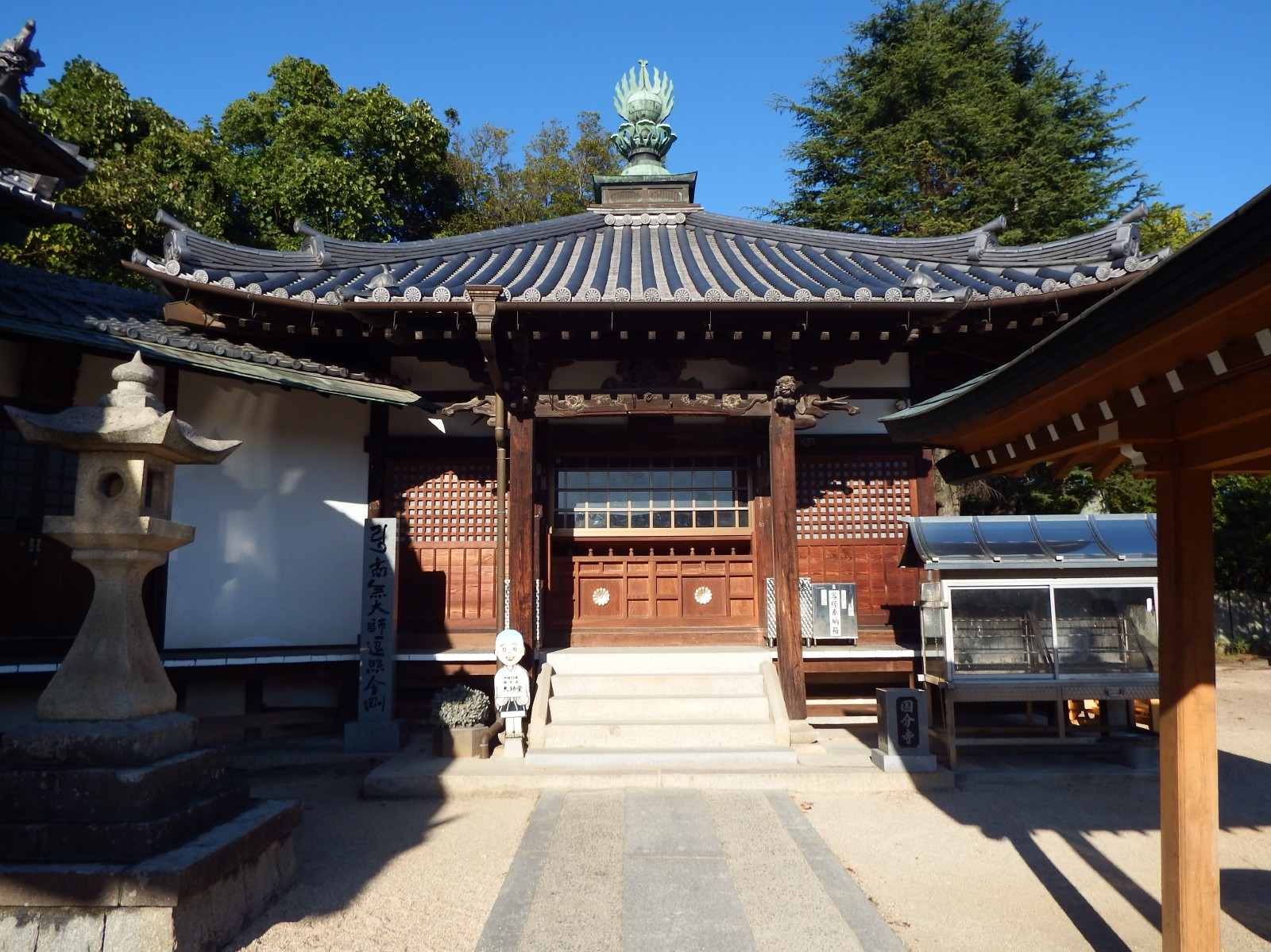
大師堂

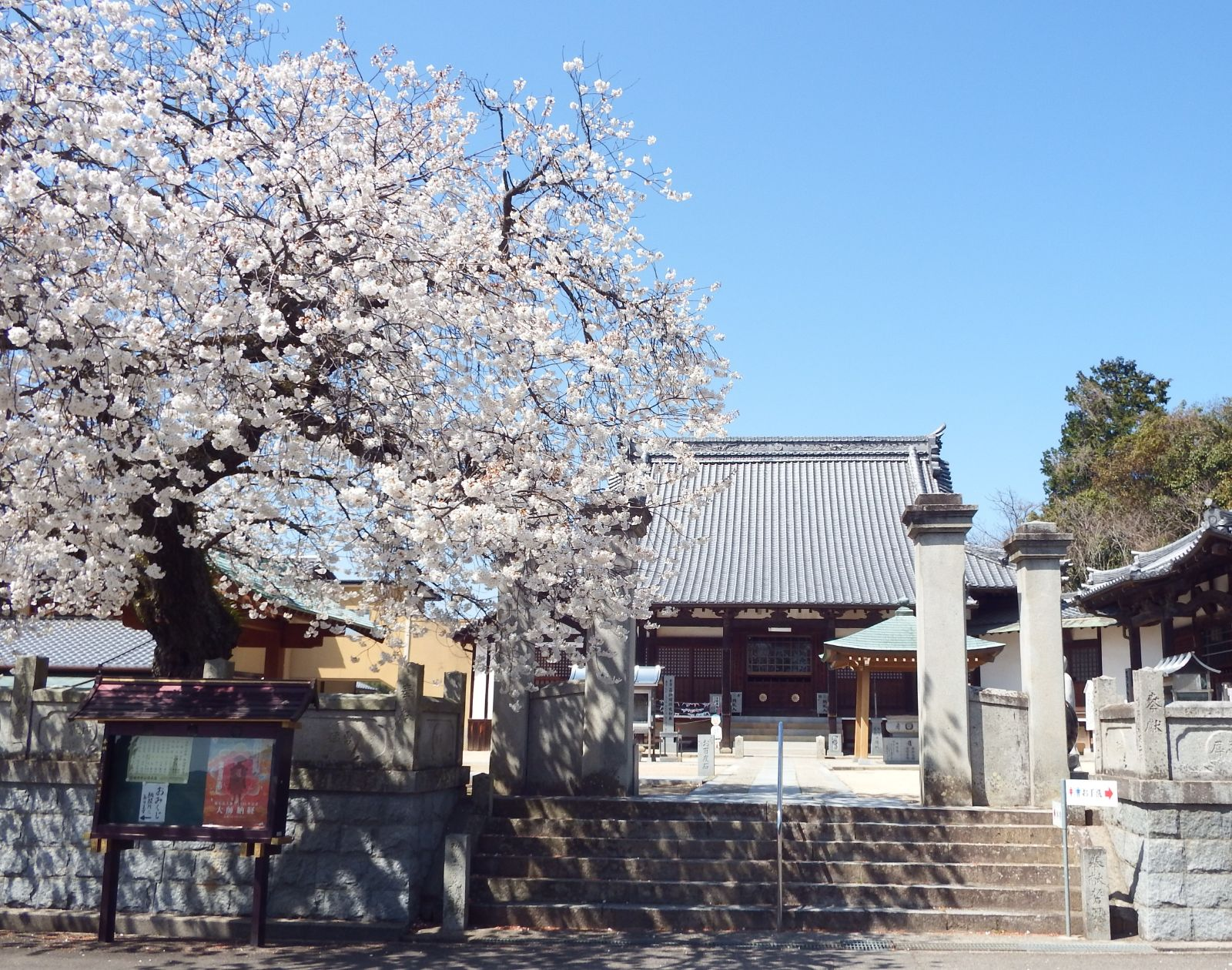
境內

## 歷史
天平13年（741年），聖武天皇發布「國分寺建立之詔」，在諸國建立的國分寺之一。

## 前後札所
四國八十八箇所
58 仙遊寺 --(6.1km)-- 59 國分寺 --(27.0km)-- 60 橫峰寺

## 關連項目
- 國分寺

## 外部連結
- 伊予國分寺 （页面存档备份，存于）